# Зомбковице

Герб города Зомбковице
1962—1977.

Зомбковице (пол. Ząbkowice) — городской район города Домброва-Гурнича (Силезское воеводство в Польше). 
Местность известная от XV века; русское название времён Царства Польского — Зомбковицы. В 1956—1962 посёлок городского типа, 1962—1977 гг. город, с 1977 года район города Домброва-Гурнича.
От половины XVI века — горная промышленность, от 1559 — металлургический завод цинка, от 1884 — фабрики стекла, от 1898 — электротехнические предприятия. С 1847 — станция Варшаво-Венской железной дороги под названием «Зомбковице», позднее «Зомбковице-Бендзиньске», теперь «Домброва-Гурнича Зомбковице». 

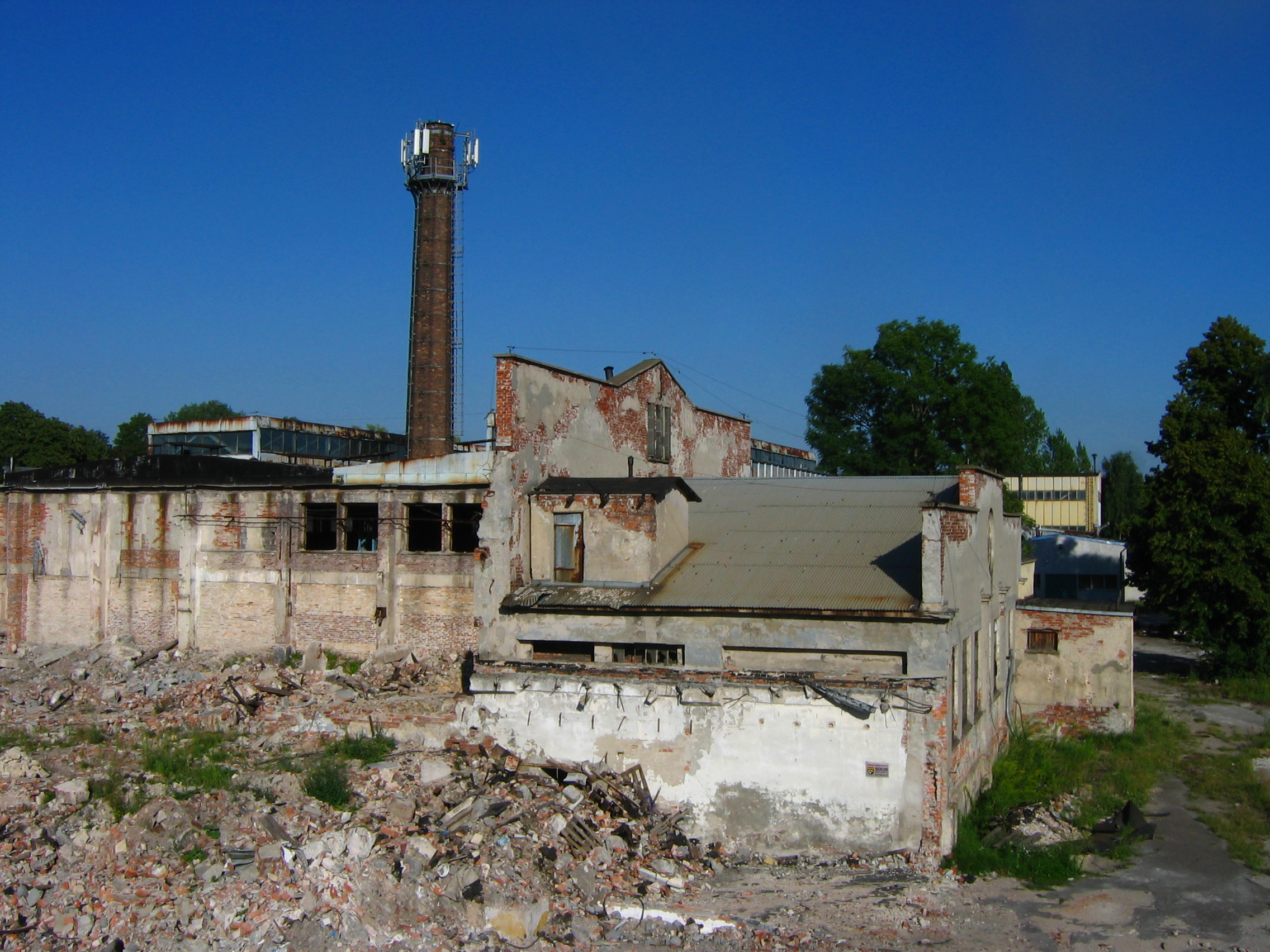
Разрушенная фабрика стекла.
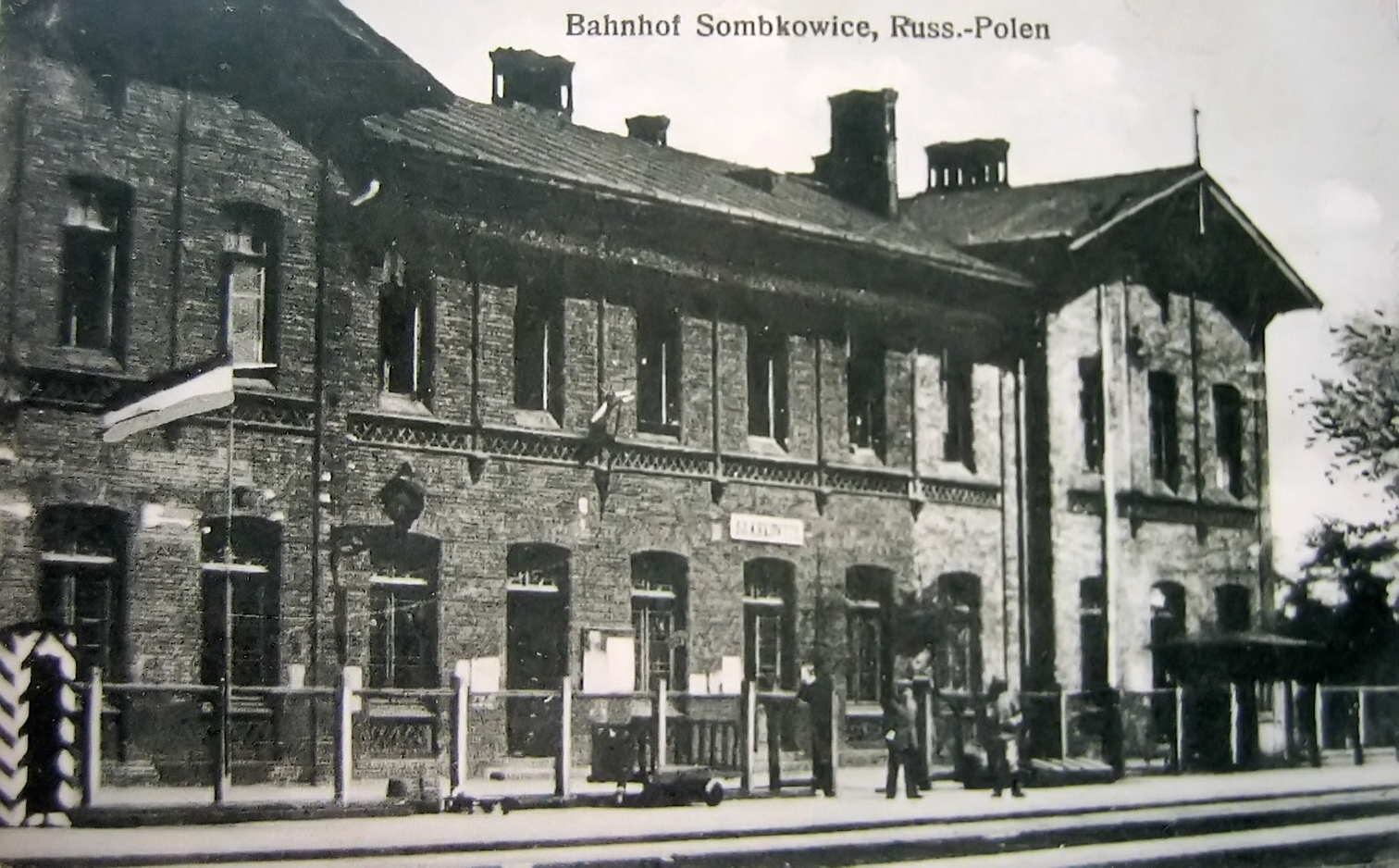
Железнодорожный вокзал времён Царства Польского.
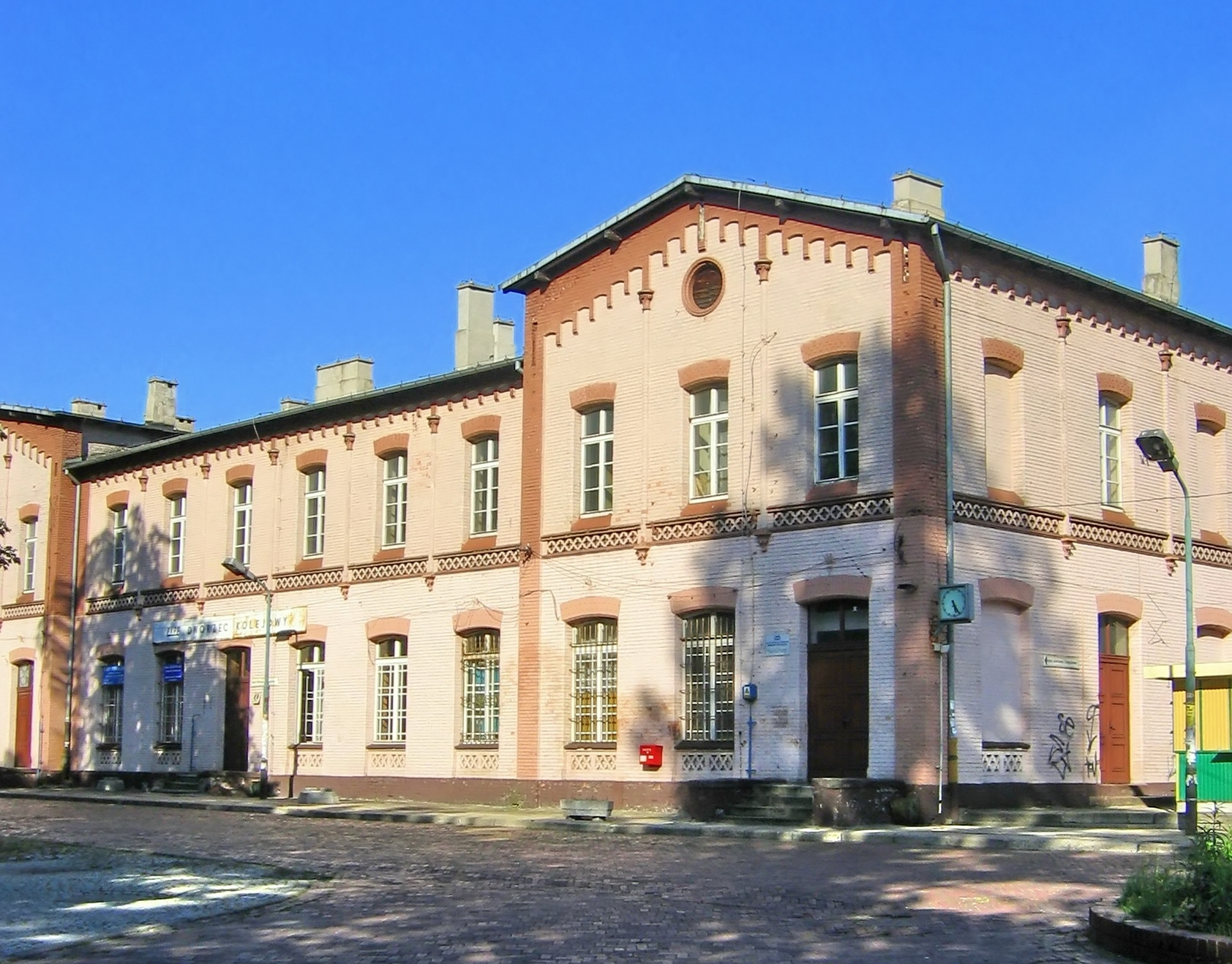
Железнодорожный вокзал сегодня.